# Случай на Женевском озере
«Случай на Женевском озере» — (нем. Episode am Genfer See, 1919) — новелла австрийского писателя Стефана Цвейга.

## Сюжет
В летнюю ночь 1918 года у маленького швейцарского городка Вилльнев на берегу Женевского озера, рыбак увидел выходящего из воды человека. Долго не могут понять кто это — незнакомец молчит, но едва только администратор местной гостиницы произнёс русское слово, незнакомец вздрогнул — стало понятно, что это русский солдат, дезертир из Экспедиционного Русского корпуса во Франции:

Борис мог дать лишь смутные сведения о своей родной деревне. Он назвался крепостным князя Мещерского (он именно так выразился, хотя крепостное право отменено уже целое поколение тому назад) и мог сказать лишь, что живет с женой и тремя детьми за пятьдесят верст от большого озера.
Теперь у него одна цель — добраться до дома. Сочувствуя русскому, который не имеет никакого понятия где он, зачем он, за кого и против кого воевал, местные жители приютили его, но объяснили, что покинув территорию нейтральной Швейцарии он будет арестован, а поскольку царь отрёкся от престола, то и по окончании войны он вряд ли сможет уйти домой.

Русский заботливо сложил на берегу подаренные ему брюки, шапку и куртку и вернулся в озеро так же, как перед тем появился из него.

Рыбок на следующее утро нашел голое тело утопленника. О происшествии составлен был протокол, и так как фамилии чужестранца не знали, то на могиле его поставили простой деревянный крест, — один из тех скромных памятников безвестной судьбы, которыми покрыта теперь Европа от края до края.— конец рассказа

## История создания
Исследователи отмечают, что по дневникам невозможно определить дату написания рассказа, вероятно в 1917 году, по воспоминаниям жены писателя, Цвейг неоднократно был в Вилльневе и рассказывал как в то время беженцы из воюющей Франции попадали в нейтральную Швейцарию через Женевское озеро — иногда даже переплывая его вплавь.
Впервые новелла опубликована в июле 1919 года в венской газете «Современный мир» («Moderne Welt»).
На русском языке вышла в 1928 году в переводе П. С. Бернштейн в IV томе Собрания сочинений писателя, вышедшем в ленинградском издательстве «Время» под редакцией Максима Горького.

## Критика
Этот небольшой текст Арнольд Бауэр выделял как один из «самых красивых рассказов» писателя.

В новелле дальновидное писательское искусство Цвейга кульминирует настоящий смысл современной Европы: там, где собственное благополучие одерживает победу над Общечеловеческим — у нас нет никаких шансов. Новелла считается одним из самых красивых рассказов Стефана Цвейга. Она бросает яркий свет на наше настоящее из прошлого.Оригинальный текст (нем.)In der Novelle «Episode am Genfer See» kulminiert Zweigs visionäre Schreibkunst zum regelrechten Sinnbild auf das heutige Europa: Wo das eigene Wohlbefinden über die Mitmenschlichkeit siegt, hat das Miteinander keine Chance. Den ursprünglich «Der Flüchtling» titulierten Text gilt als eine der schönsten Erzählungen Stefan Zweigs. Sie wirft aus der Vergangenheit ein helles Licht auf unsere Gegenwart.— из предисловия к немецкому изданию новеллы издательства «Topalian & Milani Verlag», 2019 год
Отмечено определённое влияние на Стефана Цвейга русских писателей — замечено сходство новеллы с рассказом Л. Н. Толстого «Люцерн» и рассказом А. П. Чехова «Гусев»:

Осуждение страшной жестокой бессмыслицы установленных в мире порядков, уничтожающих «маленького человека», сближает рассказ «Случай на Женевском озере» с «Гусевым». Цвейг сближается здесь с Чеховым в своем протесте, в глубине сдержанного сострадания к трагической судьбе человека из народа.
Это единственный рассказ писателя, где появляется русский герой, и именно в год написания новеллы Цвейг закончил эссе «Достоевский», где подробно описал своё восприятие русских: наиболее характерная черта которых, по его убеждению, — чрезмерность, желание во всём дойти до последнего предела, если удел западного человека — умеренность и ограниченность, то отличительное свойство русского человека — беспредельность:

В творчестве самого Цвейга русский человек появляется лишь однажды — в новелле «Случай на Женевском озере». Борис — это всё тот же цвейговский тип, одержимый «амоком», гонимый судьбой навстречу своей гибели. «Судьба» Бориса, которой он не в силах противостоять, — его страсть к России.